# Lars Lundell
Ingemar Lundell, född 26 oktober 1952 i Ängelholm, är en svensk officer i Flygvapnet.

## Biografi
Lundell blev fänrik i Flygvapnet 1972. Han befordrades till löjtnant  vid Kalmar flygflottilj (F 12) 1974, till kapten 1977, till major vid Blekinge flygflottilj (F 17) 1983, till överstelöjtnant 1988, till överstelöjtnant (mst) 1994 och till överste 1997.
Lundell blev officer i Flygvapnet 1974, och inledde sin militära karriär vid Kalmar flygflottilj (F 12) som radarjaktledare vid strilanläggningen utanför Rödeby. 1979 överfördes han till Blekinge flygflottilj (F 17), då sektoransvaret upphörde för Kalmar flygflottilj som en del i arbetet med att avveckla flottiljen. 1991–1994 var han stabschef vid Blekinge flygflottilj. 1994–1997 var han chef för Produktionssektionen vid Flygvapenledningen. 1997–2000 var han stabschef vid Södra flygkommandot (FK S). 2000–2003 var han chef för Planeringsavdelning GRO vid Högkvarteret. Där han bland annat hösten 2000 ansvarade över snabbutredningen gällande Flygvapnets flygskola framtida lokalisering. 2003 var han chef för Organisationsavdelning GRO vid Högkvarteret.
Den 1 april 2003 tillträdde Lundell som flottiljchef för Blekinge flygflottilj (F 17). Lundell blev den första förbandschefen vid flottiljen utan pilotbakgrund. Lundell var flottiljchef samt garnisonschef för Ronneby garnison fram till 17 december 2007. Lundell avgick som överste 2007.
Lundell gifte sig 1977 med Elisabeth Aghed; tillsammans fick de två barn, Susanna och Peter.